# Jean Étienne Duby
Pour les articles homonymes, voir Duby.
Jean Étienne Duby (15 février 1798 à Genève - 24 novembre 1885) était un pasteur et botaniste suisse.

## Biographie
Il étudia la théologie à Genève, obtint sa consécration pastorale en 1820 et, passionné par l’histoire naturelle, obtint son diplôme en sciences naturelles en 1824. Jeune homme, il fut influencé par Augustin Pyramus de Candolle (1778-1841) et contribua à la publication de Botanicon gallicum par Candolle ; seu Synopsis plantarum dans Flora gallica descriptarum (1828-1830).
De 1831 à 1863, il a été pasteur à Eaux-Vives, à Genève, tout en jouant un rôle actif dans la botanique. Il se spécialisa dans la recherche sur les cryptogames, dont des études sur les mousses européennes et exotiques, et sur le travail taxonomique impliquant le genre Ceramium, une algue rouge. En plus de ses travaux sur les cryptogames, il a conduit des études sur la famille des Primulaceae.
En 1860–1861, il présida la Société de physique et d'histoire naturelle de Genève . Il était également membre correspondant de la Société de biologie de Paris et de la Société des naturalistes de Moscou. Aujourd'hui, son herbier fait partie de "l'herbier général" du Conservatoire et Jardin botaniques de Genève.
- Essai d'application d'une tribune d'algues de quelques principes de taxonomie, ou, Mémoire sur le groupe des Céramiées , 1832.
- Mémoire sur la famille des primulacées , 1844.
- Choix de cryptogames exotiques nouvelles ou mal connues . 1867.
- Mousses exotiques , 1868-1881.